# Удай
Уда́й — річка в Україні, на Придніпровській низовині, в межах  Прилуцького району Чернігівської області та Лубенського району Полтавської області. Права притока Сули (басейн Дніпра).
Вперше згадується в документах за 1390 рік.

## Загальні відомості
Довжина річки 327 км, площа басейну 7030 км². Долина трапецієподібна, терасована, завширшки 2,5—3 км (до 4—6 км), Заплава двобічна, заболочена, на окремих ділянках осушена; переважна ширина 0,4—0,5 км; є стариці. Річище звивисте, завширшки 15—20 м (у верхній течії), до 20—40 м (у пониззі), завглибшки 0,3—1,5 м (місцями до 4,5 м). Похил річки 0,2 м/км. Живлення мішане, з переважанням снігового. Замерзає наприкінці листопада — на початку грудня, скресає у 2-й половині березня. Середня багаторічна витрата води Удаю (м. Прилуки) становить 4,3 м³/с. Мінералізація води змінюється протягом року: весняна повінь — 729 мг/дм³; літньо-осіння межень — 807 мг/дм³; зимова межень — 853 мг/дм³. Воду використовують для технічних і побутових потреб, на водопостачання, зрошування.
В Удаї водяться такі види риб як карась, щука, лящ, плотва, верховодка, окунь, в'язь, лин, в'юн, гірчак, пічкур та ін. Місцями трапляються раки. Кількість риби в останні роки зменшується через забруднення води та масове браконьєрство.
Краса навколишніх схилів річки та сильна течія приваблює прихильників байдарочного спорту.

## Розташування
Удай бере початок з болота, що на схід від села Рожнівки. У верхів'ї тече на захід, далі круто повертає на південь і південний схід. У середній та нижній течії річка робить кілька великих закрутів. Впадає до Сули на південний схід від села Луки у селі Березоточа, що на північний схід від міста Лубен.

## Притоки
- Ліві: Буримня, Іченька, Радківка, Смож, Утка, Лисогір, Варва, Журавка, Многа.
- Праві: Галка, Ющенкова, Ставка, Перевід, Вільшанка.

## Населені пункти
На Удаї розташовані міста Прилуки і Пирятин, а також смт Дігтярі, Варва і Ладан, село Піски-Удайські та село Велика Круча

## Цікаві факти

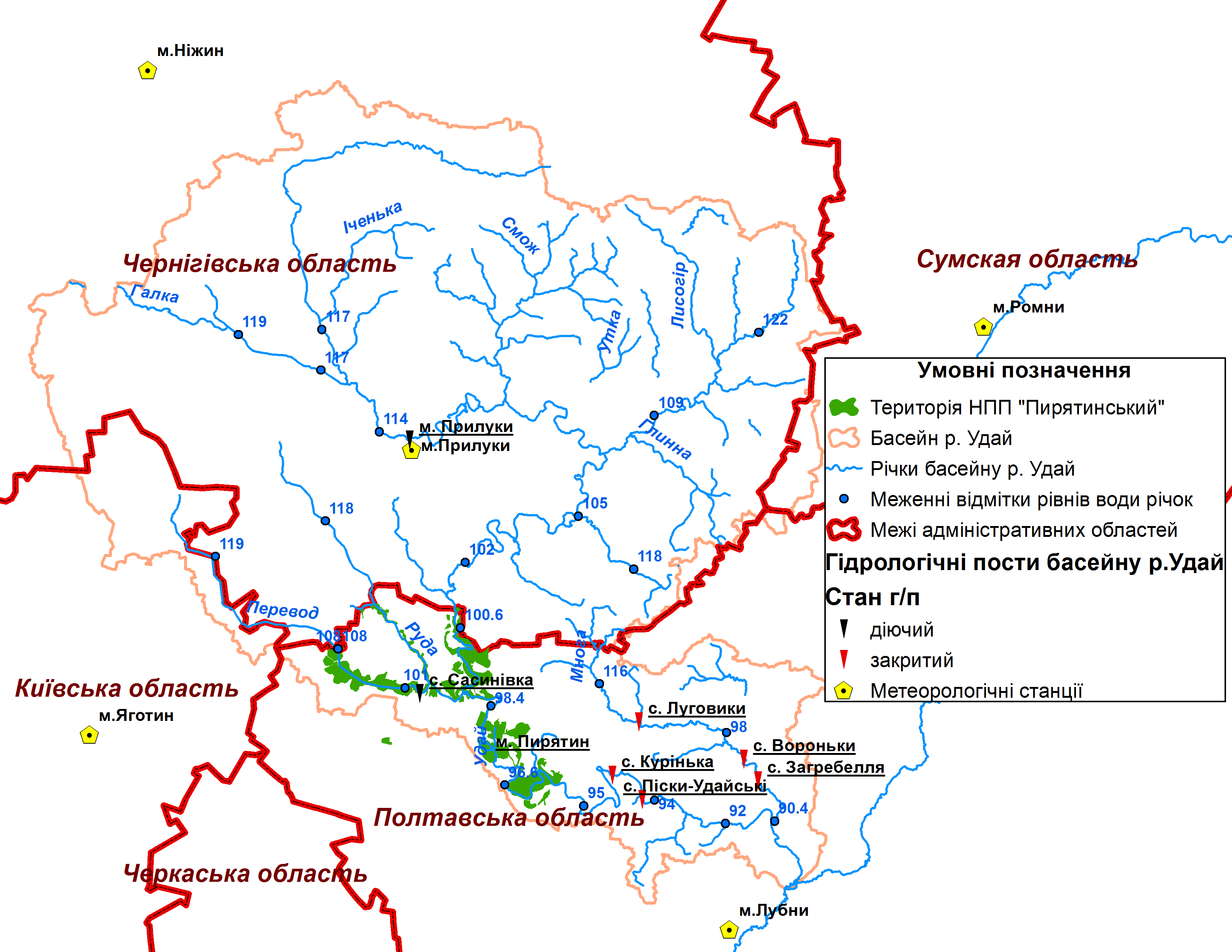
Розташування НПП «Пирятинський» в басейні р. Удай та мережа гідрометеорологічних спостережень басейну р. Удай

У долині річки розташовані природоохоронні території: Дорогинський заказник, Ічнянський національний природний парк, Острів Масальський, Пирятинський національний природний парк, Дейманівський заказник, Куквинський заказник, заказник Бунилівське.

## Галерея

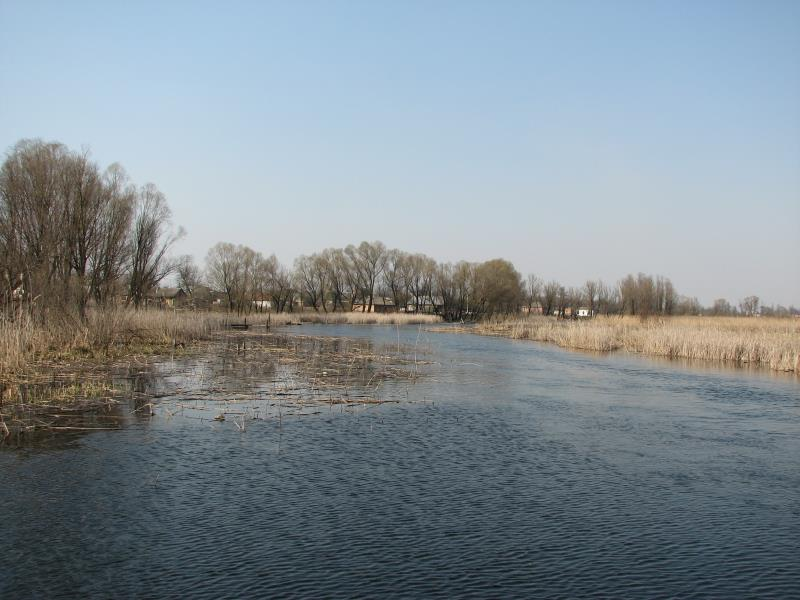
Удай біля Пирятина
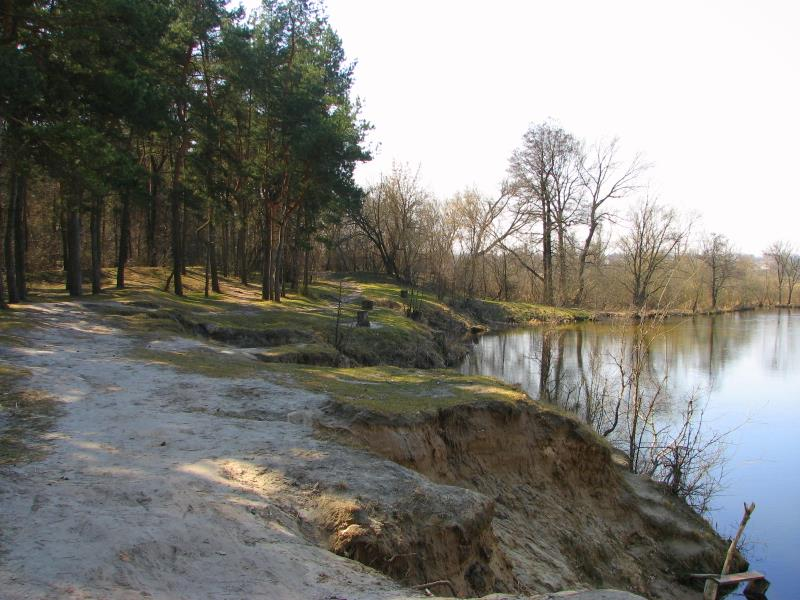
Острів Масальський
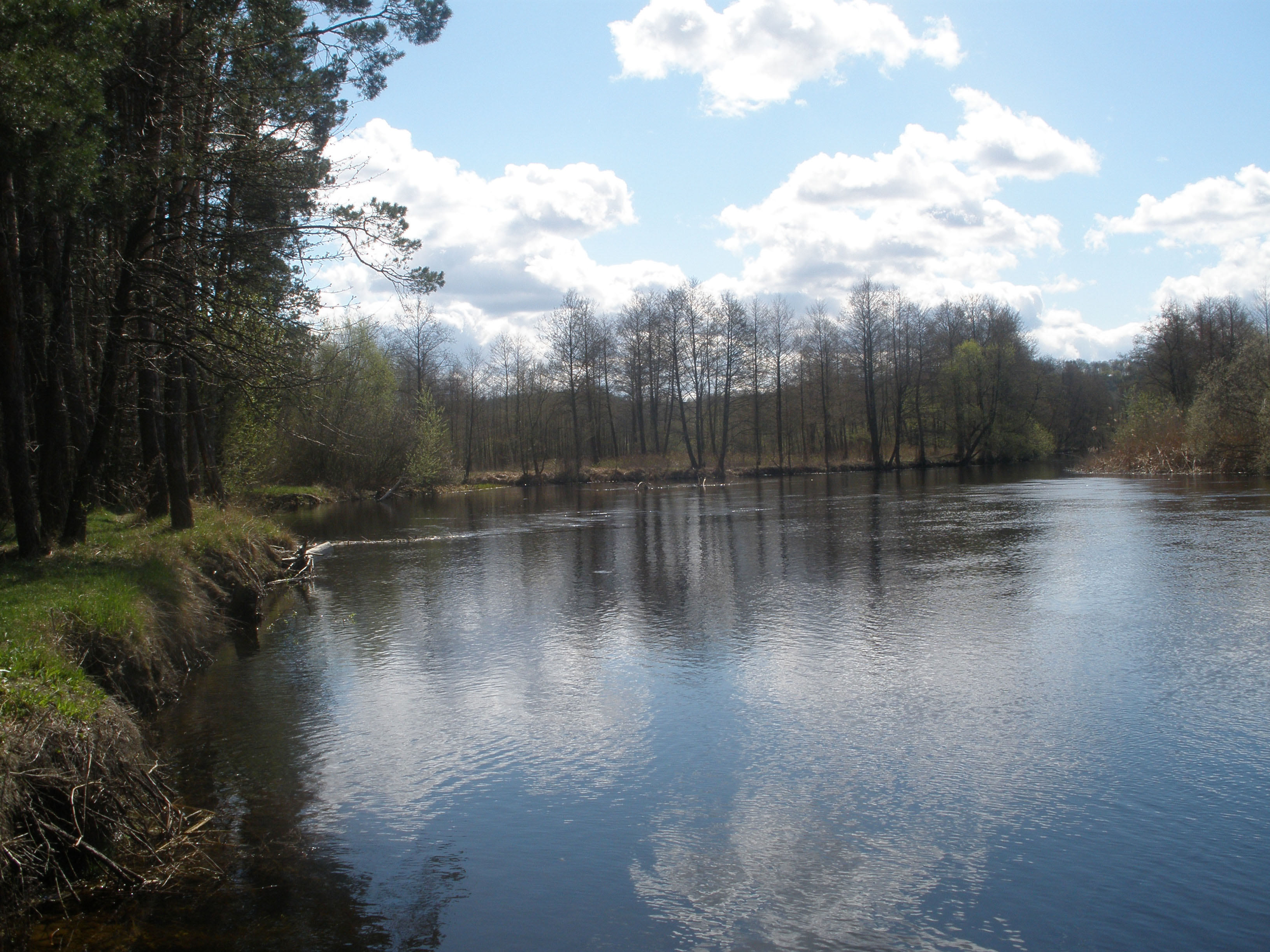
Піски-Удайські Чорнухинського району Полтавської області
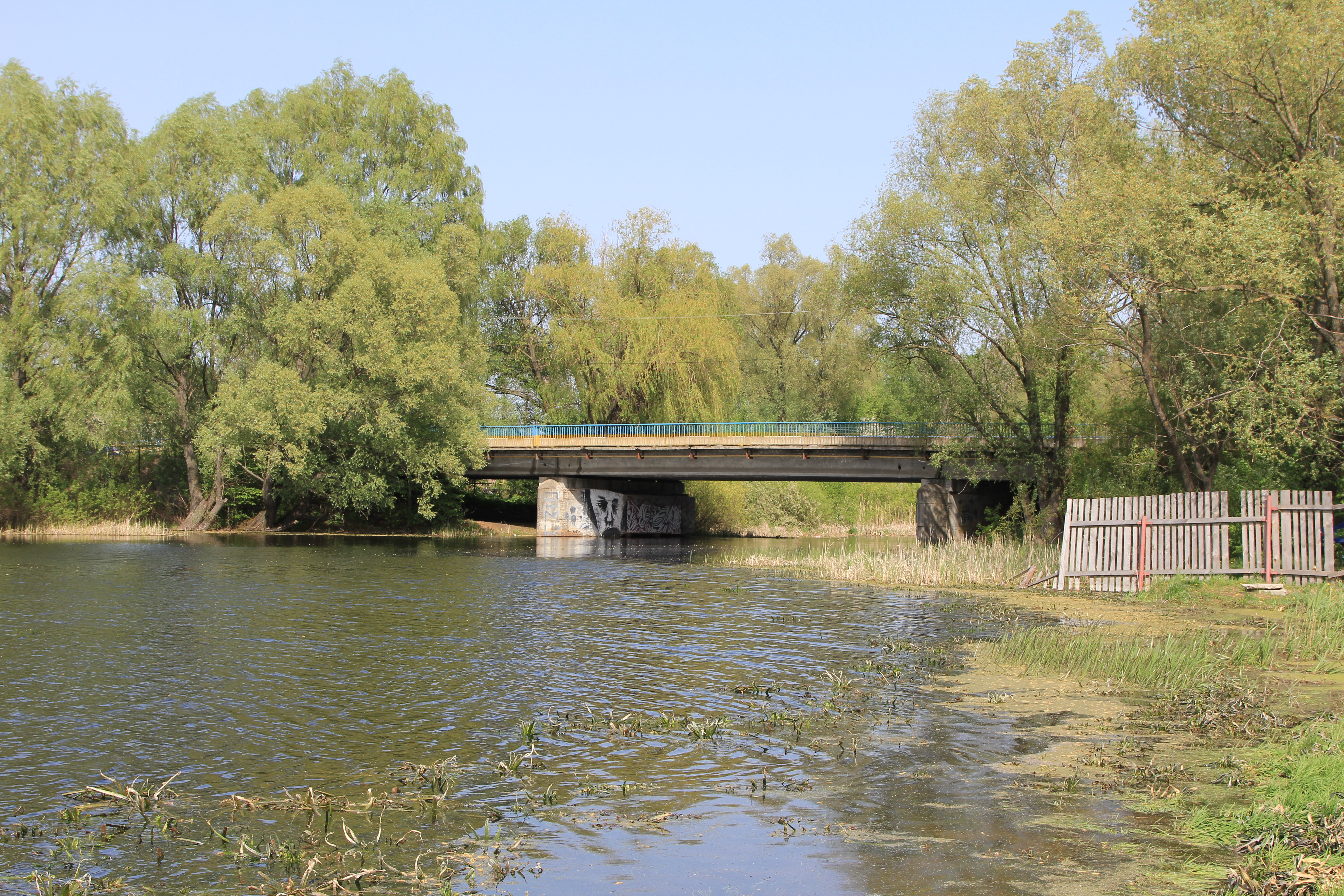
Міст у Прилуках на річці Удай
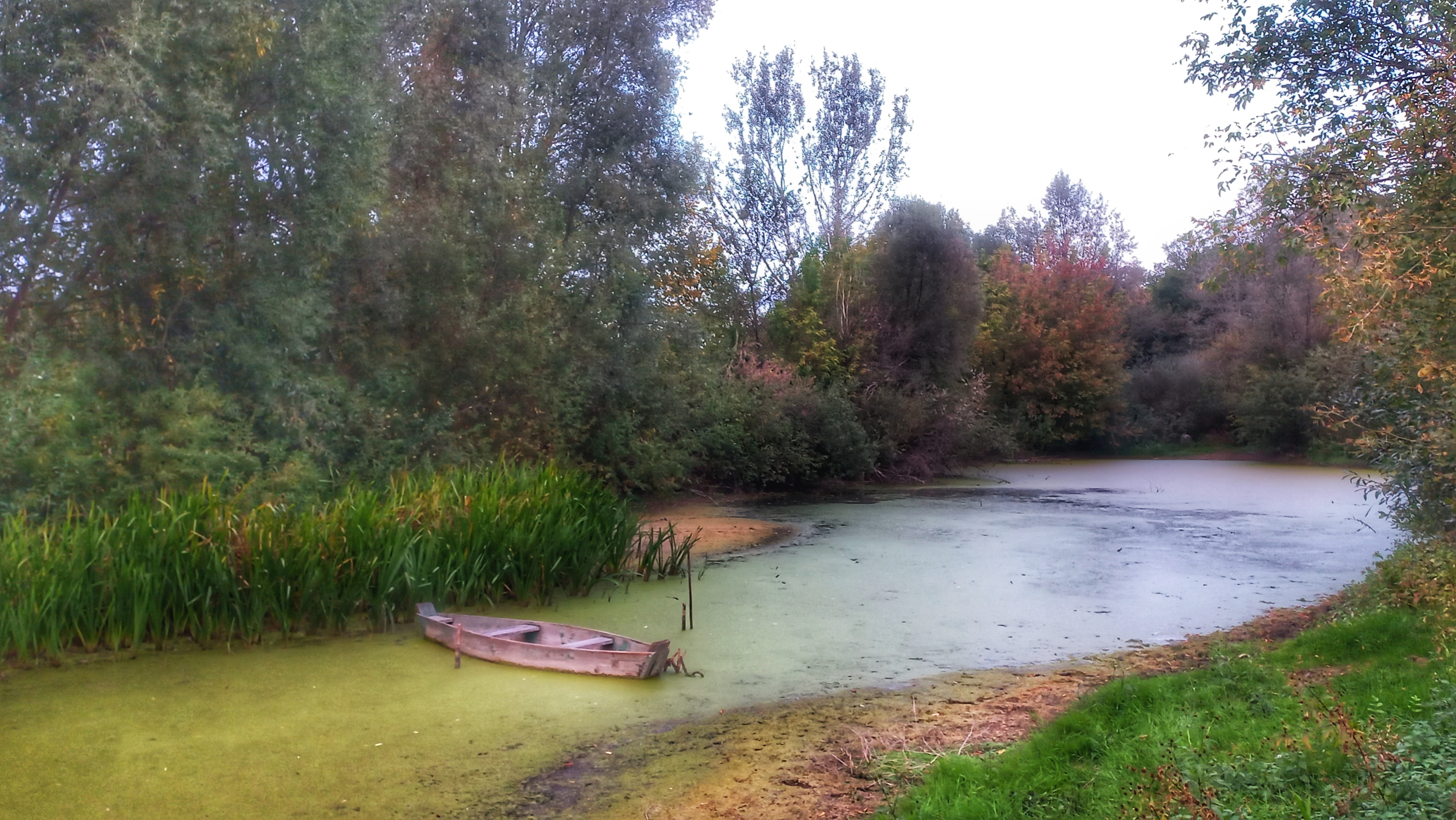
Пересихаюче русло Удаю. Гідрологічний заказник Полівщина. 2024 рік
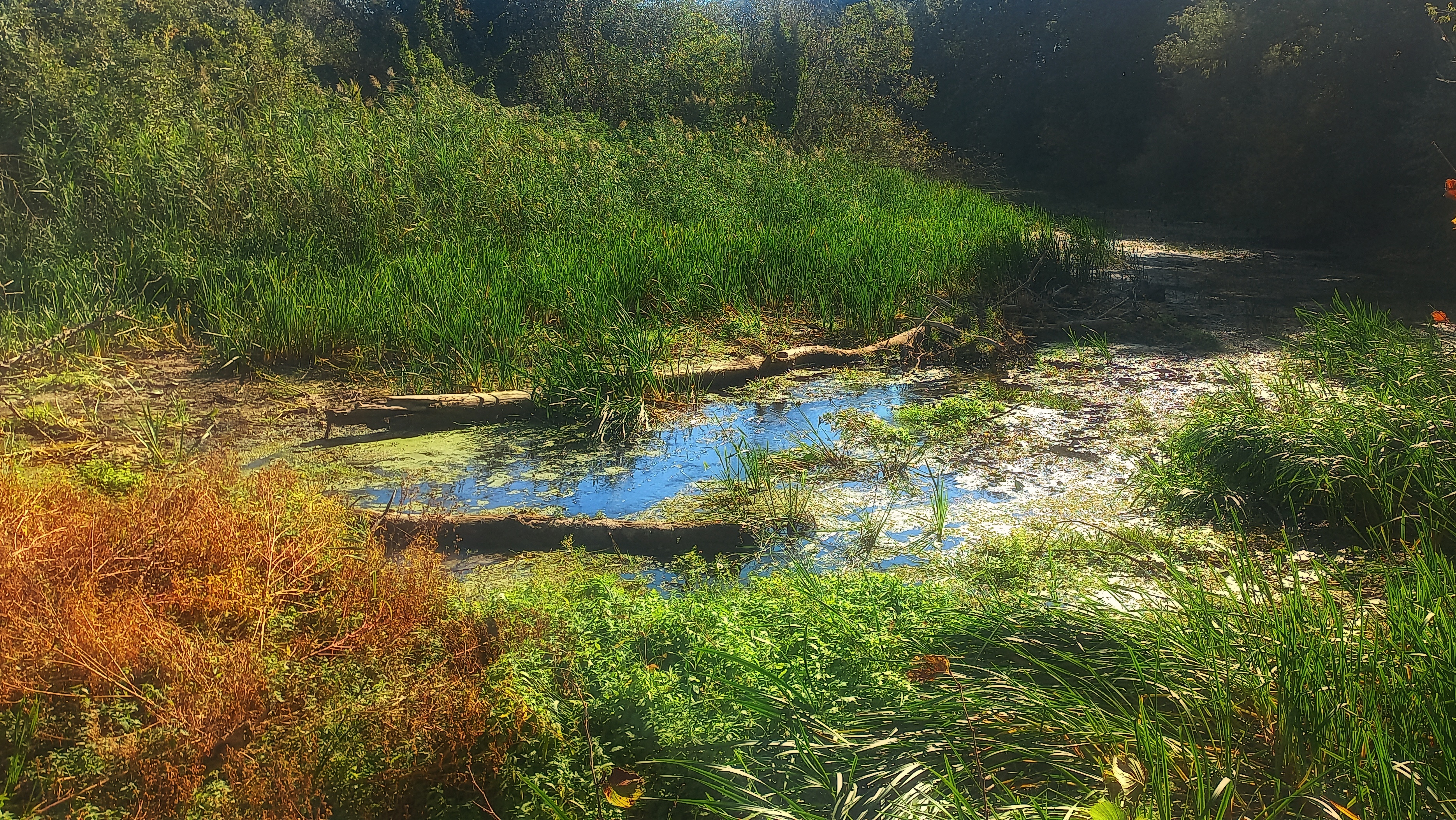
Пересихаюче русло Удаю. Гідрологічний заказник Удайцівський 2024 рік
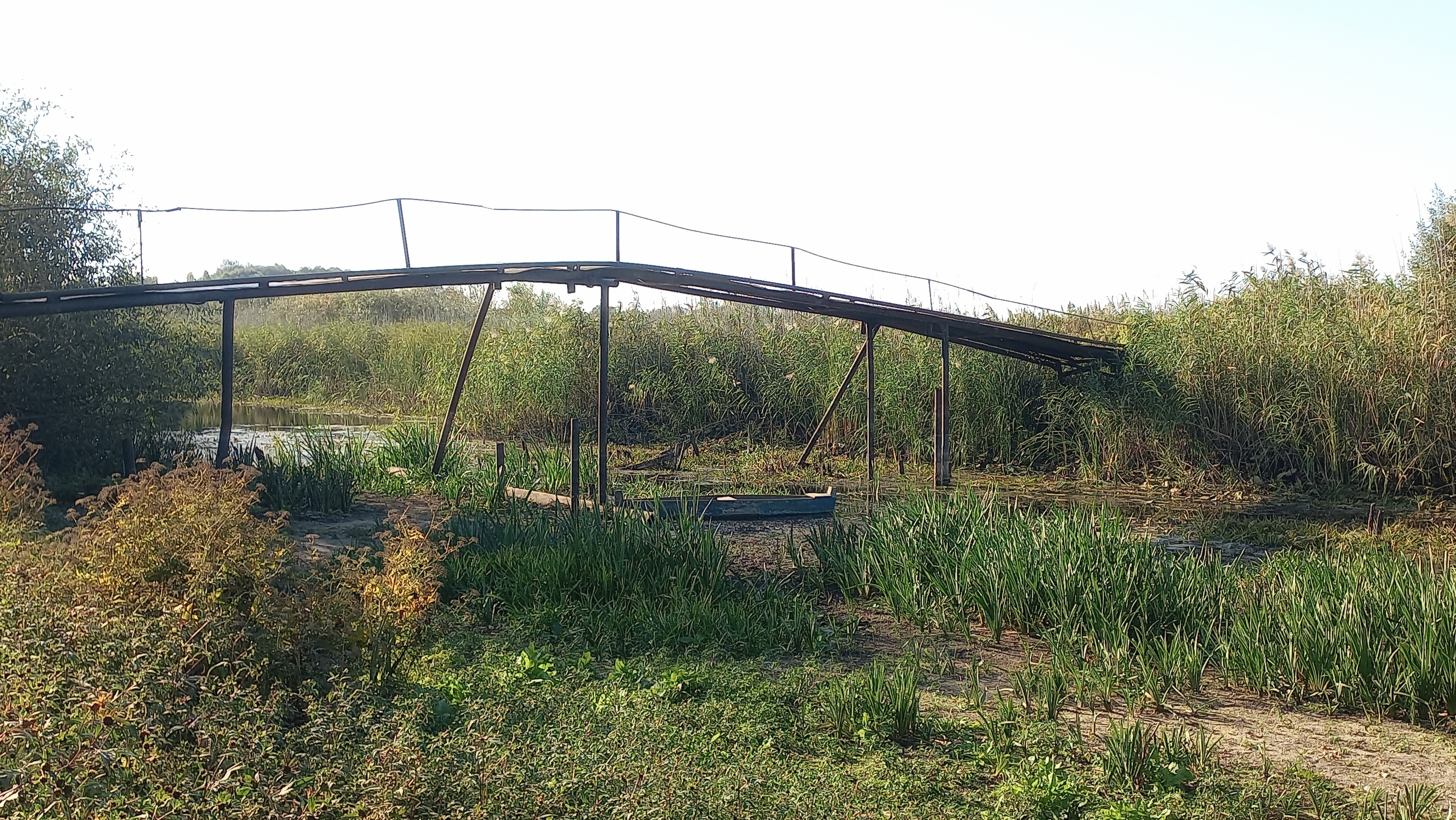
Пересихаюче русло Удаю. Дігтярі 2024 рік.

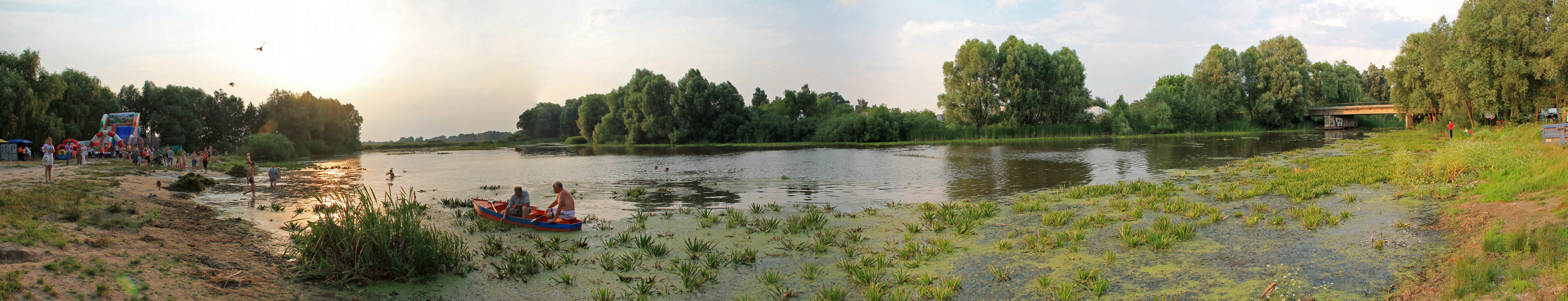
Панорама Удаю в районі міського пляжу Прилук. Червень 2013 р.